# Andrew Duggan
Andrew Duggan (* 28. Dezember 1923 in Franklin, Indiana; † 15. Mai 1988 in Westwood, Los Angeles) war ein US-amerikanischer Schauspieler.

## Leben
Er studierte an der Universität von Indiana Dramatik und Sprache. Nach seinem Studium trat er in Chicago am Theater auf und wurde kurz darauf zur Armee eingezogen. Nach dem Zweiten Weltkrieg arbeitete Duggan zwischen seinen Theaterengagements auf der Farm seines Onkels in Indiana, um sich zusätzliches Geld zu verdienen. Ab 1949 trat Duggan in einer Vielzahl von Fernsehserien auf, bevor er 1956 in Morgen trifft es dich eine erste Nebenrolle in einem Film spielte.
Duggan trat insgesamt in mehr als 60 Filmen auf und spielte in etwa 120 verschiedenen Fernsehserien mit, meistens in Nebenrollen. Er spielte besonders häufig in Western-Produktionen, hierbei sowohl in Kinofilmen wie Bravados oder Die glorreichen Reiter als auch in Serien wie Cheyenne, Big Valley, 12 O'Clock High und Bonanza. Eine seltene Hauptrolle hatte er als Rinderbaron Murdoch Lancer in der von 1968 bis 1970 produzierten Westernserie Lancer. Neben Westernfiguren spielte er auch häufiger Militärs wie in Sieben Tage im Mai (1964). Duggan wies eine gewisse äußerliche Ähnlichkeit zu dem General und späteren US-Präsidenten Dwight D. Eisenhower auf, den er in der Miniserie Weißes Haus, Hintereingang (1979) sowie den Fernsehfilmen Tail Gunner Jo (1977) und J. Edgar Hoover (1987) darstellte. Seine letzte Rolle hatte er als Richter in dem 1987 erschienenen Horrorfilm Salem II – Die Rückkehr.
Andrew Duggan heiratete 1954 die Tänzerin Elizabeth Logue. Die Ehe, aus der drei Kinder hervorgingen, hielt bis zu Duggans Tod im Jahr 1988. Er starb im Alter von 64 Jahren an Kehlkopfkrebs.

## Filmografie (Auswahl)

### Film
- 1957: Einer gegen fünf (The Domino Kid)
- 1957: Fahrkarte ins Jenseits (Decision At Sundown)
- 1958: Bravados (The Bravados)
- 1958: Messer an der Kehle (Westbound)
- 1961: Durchbruch auf Befehl (Merrill's Marauders)
- 1961: Revolte in Block A (House Of Women)
- 1962: Der Chapman-Report (The Chapman Report)
- 1962: FBI Code 98 (F.B.I. Code 98)
- 1963: Im Paradies ist der Teufel los (Palm Springs Weekend)
- 1964: Sieben Tage im Mai (Seven Days In May)
- 1965: Die glorreichen Reiter (The Glory Guys)
- 1967: Derek Flint – hart wie Feuerstein (In Like Flint)
- 1967: Der Etappenheld (The Secret War of Harry Frigg)
- 1971: Zwei Galgenvögel (Skin Game)
- 1974: Die Wiege des Bösen (It's Alive)
- 1978: Feuer aus dem All (A Fire in the Sky)
- 1978: Tod an Bord (Overboard)
- 1982: Mein Vater, der Clown  (One last Ride)
- 1987: Salem II – Die Rückkehr (A Return To Salem's Lot)

### Fernsehen
- 1957–1976: Disneyland
- 1959–1960: New Orleans, Bourbon Street (Bourbon Street Beat, 38 Folgen)
- 1963: Preston & Preston (The Defenders, 1 Folge)
- 1964: Bonanza (1 Folge)
- 1965–1966: Auf der Flucht (The Fugitive, 2 Folgen)
- 1968–1970: Lancer (51 Folgen)
- 1969–1979: Hawaii Fünf-Null (Hawaii Five-O, 7 Folgen)
- 1972, 1974: Die Straßen von San Francisco (The Streets of San Francisco, 2 Folgen)
- 1972: Cannon (Folge 2x12 – Der Staranwalt)
- 1973: Kung Fu (Fernsehserie, Folge 1x06 – Caine und die Chinesin)
- 1973: The New Perry Mason (Folge 1x10 – The Case of the Jailed Justice)
- 1974: Barnaby Jones (1 Folge)
- 1978: Die Zeitmaschine (The Time Machine)
- 1979: Weißes Haus, Hintereingang (Backstairs at the White House)
- 1980: M*A*S*H (Folge 9x04 – Die nackte Kuh)
- 1983: Hart aber herzlich (Hart to Hart, Folge 4x16 – Eine aufregende Party)